# ۲۲۸ (قمری)
۲۲۸ (قمری)، دویست و بیست و هشتمین سال در گاهشماری هجری قمری است. اول محرم این سال برابر با چهاردهم اکتبر سال ۸۴۲ میلادی است.

## وابسته
- ثابت بن قره